# Веркијано (Перуђа)
Веркијано је насеље у Италији у округу Перуђа, региону Умбрија.
Према процени из 2011. у насељу је живело 225 становника. Насеље се налази на надморској висини од 766 м.